# Pseudomastinocerus laticeps
Pseudomastinocerus laticeps är en skalbaggsart som först beskrevs av Maurice Pic 1937.  Pseudomastinocerus laticeps ingår i släktet Pseudomastinocerus och familjen Phengodidae. Inga underarter finns listade i Catalogue of Life.